# Russische Sommer-Meisterschaften im Skispringen 2015
Die russischen Sommer-Meisterschaften im Skispringen 2015 fanden vom 11. bis zum 16. Oktober in Krasnaja Poljana bei Sotschi auf der Schanzenanlage RusSki Gorki statt. Veranstalter war der russische Skiverband für Skispringen und die Nordische Kombination (FSJNCR). Als Wettkampfleiter fungierte Juri Kalinin. Das erfolgreichste Föderationssubjekt war die Oblast Nischni Nowgorod. Wladislaw Bojarinzew holte von der Normalschanze seinen ersten Meistertitel, wohingegen Denis Kornilow von der Großschanze erfolgreich war. Bei den Frauen gewann Irina Awwakumowa das Einzelspringen. Teammeister der Herren wurden die Vertreter der Oblast Nischni Nowgorod.

## Austragungsort
| \| Sotschi \| |
| Sotschi       |

| Sotschi |

## Ergebnis

### Frauen
| Platz | Name               | Föderationssubjekt      | Weite 1 | Weite 2 | Punkte |
| ----- | ------------------ | ----------------------- | ------- | ------- | ------ |
| 01.   | Irina Awwakumowa   | Moskau                  | 100,0   | 098,0   | 243,5  |
| 02.   | Sofija Tichonowa   | Sankt Petersburg        | 101,0   | 093,0   | 232,0  |
| 03.   | Alexandra Kustowa  | Oblast Moskau           | 093,5   | 082,5   | 192,5  |
| 04.   | Lidija Jakowlewa   | Sankt Petersburg        | 089,0   | 082,0   | 180,5  |
| 05.   | Marija Alexandrowa | Region Perm             | 089,5   | 079,5   | 176,0  |
| 06.   | Marija Jakowlewa   | Sankt Petersburg        | 080,0   | 080,0   | 157,5  |
| 07.   | Marija Sotowa      | Oblast Nischni Nowgorod | 080,5   | 079,0   | 155,0  |
| 08.   | Anna Schpynjowa    | Sankt Petersburg        | 081,5   | 079,5   | 151,5  |
| 09.   | Glafira Noskowa    | Region Perm             | 081,0   | 076,5   | 151,0  |
| 10.   | Ljubow Altschikowa | Region Krasnodar        | 081,5   | 073,0   | 143,0  |

Datum: 13. Oktober 2015
Schanze: Normalschanze K-95
Russische Sommer-Meisterin 2014:  Sofija Tichonowa
Teilnehmerinnen / Föderationssubjekte: 18 / 8
Zwar zeigte Titelverteidigerin Sofija Tichonowa mit 101 Meter den weitesten Sprung des Tages, doch gewann die konstantere Irina Awwakumowa den Wettbewerb. Awwakumowa hatte auf die zehntplatzierte bereits mehr als 100 Punkte Vorsprung.

### Männer

#### Normalschanze
| Platz | Name                  | Föderationssubjekt      | Weite 1 | Weite 2 | Punkte |
| ----- | --------------------- | ----------------------- | ------- | ------- | ------ |
| 01.   | Wladislaw Bojarinzew  | Sankt Petersburg        | 100,5   | 101,0   | 254,0  |
| 02.   | Alexander Baschenow   | Oblast Sachalin         | 099,0   | 100,0   | 249,5  |
| 03.   | Denis Kornilow        | Oblast Nischni Nowgorod | 100,0   | 099,0   | 249,0  |
| 04.   | Ilmir Chasetdinow     | Oblast Moskau           | 100,0   | 097,5   | 247,0  |
| 05.   | Jewgeni Klimow        | Oblast Moskau           | 099,5   | 098,0   | 245,5  |
| 06.   | Roman Trofimow        | Oblast Nischni Nowgorod | 097,0   | 098,0   | 242,0  |
| 07.   | Michail Maximotschkin | Oblast Nischni Nowgorod | 097,5   | 097,5   | 241,5  |
| 08.   | Alexei Romaschow      | Sankt Petersburg        | 098,0   | 096,0   | 237,0  |
| 09.   | Sergei Pyschow        | Sankt Petersburg        | 097,5   | 095,5   | 231,5  |
| 10.   | Iwan Lanin            | Oblast Nischni Nowgorod | 098,0   | 093,0   | 228,5  |

Datum: 13. Oktober 2015
Schanze: Normalschanze K-95
Russischer Sommer-Meister 2014:  Michail Maximotschkin
Teilnehmer / Föderationssubjekte: 57 / 11
Bei der Landung eines Trainingssprungs am Vortag des Wettbewerbes verspürte Dmitri Wassiljew Schmerzen im Knie und nahm daher nicht am Wettkampf teil. Später stellte sich eine Bandverletzung heraus, es wurde eine Operation notwendig. Bei der Medaillenentscheidung gelang es Wladislaw Bojarinzew, mit zwei Sprüngen über hundert Metern seinen ersten Meistertitel im Einzel zu gewinnen.

#### Großschanze
| Platz | Name                  | Föderationssubjekt      | Weite 1 | Weite 2 | Punkte |
| ----- | --------------------- | ----------------------- | ------- | ------- | ------ |
| 01.   | Denis Kornilow        | Oblast Nischni Nowgorod | 135,5   | 140,5   | 280,3  |
| 02.   | Jewgeni Klimow        | Oblast Moskau           | 137,0   | 139,5   | 279,2  |
| 03.   | Ilmir Chasetdinow     | Oblast Moskau           | 132,5   | 140,5   | 272,9  |
| 04.   | Roman Trofimow        | Oblast Nischni Nowgorod | 132,0   | 138,5   | 269,4  |
| 05.   | Alexei Romaschow      | Sankt Petersburg        | 136,0   | 134,5   | 268,9  |
| 06.   | Anton Kalinitschenko  | Oblast Kemerowo         | 134,0   | 140,5   | 268,6  |
| 07.   | Michail Maximotschkin | Oblast Nischni Nowgorod | 135,5   | 132,5   | 263,4  |
| 08.   | Jegor Ussatschow      | Region Perm             | 127,0   | 135,5   | 250,0  |
| 09.   | Alexander Sardyko     | Oblast Nischni Nowgorod | 129,0   | 131,5   | 246,9  |
| 10.   | Wladislaw Bojarinzew  | Sankt Petersburg        | 128,5   | 131,0   | 245,6  |

Datum: 14. Oktober 2015
Schanze: Großschanze K-125
Russischer Sommer-Meister 2014:  Michail Maximotschkin
Teilnehmer / Föderationssubjekte: 56 / 11
Disqualifikationen: 4
Mit nur 1,1 Punkten Vorsprung gewann Denis Kornilow den Wettbewerb vor dem ehemaligen Nordischen Kombinierer Jewgeni Klimow, der nach dem ersten Durchgang noch in Führung gelegen hatte. Normalschanzen-Meister Wladislaw Bojarinzew konnte hingegen nicht in den Kampf um die Medaillen einsteigen und wurde Zehnter. Die größte Weite des Tages erzielten Denis Kornilow, Ilmir Chasetdinow und Anton Kalinitschenko mit 140,5 Metern. Obwohl die Athleten schwierigen Wetterbedingungen mit Nebel und Regen ausgesetzt waren, lag die Durchschnittsweite der 30 Athleten im Finaldurchgang mit 128,1 Metern über dem Konstruktionspunkt.

#### Team
| Platz | Team                       | Namen                                                                  | Weite 1                 | Weite 2                 | Punkte |
| ----- | -------------------------- | ---------------------------------------------------------------------- | ----------------------- | ----------------------- | ------ |
| 01.   | Oblast Nischni Nowgorod I  | Alexander Sardyko Michail Maximotschkin Roman Trofimow Denis Kornilow  | 132,5 138,5 137,5 136,5 | 129,0 144,5 125,5 129,0 | 1058,4 |
| 02.   | Sankt Petersburg           | Erkin Allamuratow Sergei Pyschow Wladislaw Bojarinzew Alexei Romaschow | 127,0 126,0 133,5       | 129,5 127,5 135,5 120,0 | 0969,5 |
| 03.   | Oblast Moskau              | Nikolai Matawin Artur Sultangulow Ilmir Chasetdinow Jewgeni Klimow     | 118,0 119,0 135,0 131,5 | 127,0 129,0 143,5 128,0 | 0944,8 |
| 04.   | Oblast Nischni Nowgorod II | Alexei Buiwolow Andrei Patschin Iwan Lanin Sergei Schulajew            | 122,5 126,5 124,5 128,5 | 124,0 135,0 118,5 116,5 | 0893,3 |
| 05.   | Republik Tatarstan         | Renat Akbirow Nijas Nabejew Maxim Sergejew Artjom Redschepow           | 108,5 126,5 130,0 127,5 | 111,5 131,5 130,0 116,0 | 0851,7 |

Datum: 15. Oktober 2015
Schanze: Großschanze K-125
Russischer Sommer-Meister 2014:  Oblast Nischni Nowgorod
Teilnehmende Teams / Föderationssubjekte: 12 / 8
Weitere Platzierungen:

06. Platz:  Oblast Sachalin

07. Platz:  Region Perm

08. Platz:  Moskau

09. Platz:  Oblast Kirow

10. Platz:  Oblast Moskau II

11. Platz:  Sankt Petersburg II

12. Platz:  Oblast Nischni Nowgorod III
Das erste Team aus der Oblast Nischni Nowgorod verteidigte seinen Titel. Teammitglied Michail Maximotschkin stellte mit seinem Sprung auf 144,5 Metern einen neuen inoffiziellen Schanzenrekord auf.

## Medaillenspiegel
| Platz | Föderationssubjekt      |   |   |   |    |
| ----- | ----------------------- | - | - | - | -- |
| 1     | Oblast Nischni Nowgorod | 2 | 0 | 1 | 3  |
| 2     | Sankt Petersburg        | 1 | 2 | 0 | 3  |
| 3     | Moskau                  | 1 | 0 | 0 | 1  |
| 4     | Oblast Moskau           | 0 | 1 | 3 | 4  |
| 5     | Oblast Sachalin         | 0 | 1 | 0 | 1  |
| Total | Total                   | 4 | 4 | 4 | 12 |